# Девід Лейн
Девід Іден Лейн (англ. David Eden Lane; 2 листопада 1938 — 28 травня 2007) — американський прихильник ідей білого націоналізму.
Був членом американського Ку-клукс-клану та одним із засновників організації Боба Метьюза «Порядок» («The Order»), члени якої звинувачувалися у викраданнях грошей, убивствах, вибухах, виготовленні підробних грошей, організації воєнізованих таборів з метою повалення уряду США.
Лейн був засуджений до 190 років позбавлення волі за звинуваченням в організації убивства радіоведучого-єврея Алана Берга у 1984 р. Свою причетність до вбивства він заперечував. Покарання відбував у федеральній в'язниці ADX Florence у Флоренції, штат Колорадо.
Лейн був автором популярного у середовищі неонацистів гасла «14 слів»: «We must secure the existence of our people and a future for White children» («Ми повинні забезпечити існування нашого народу і майбутнього для Білих дітей»). Під час відбуття покарання писав книги за тематикою, пов'язаною з темою «теорії змови». Проповідував вчення «вотанізм» (Wotanism).
Помер 28 травня 2007 року в тюремній камері в'язниці штату Індіана.

## Особисте життя
Лейн одружився з Мері Лу незабаром після закінчення школи, вони розійшлися. З 1994 року і аж до своєї смерті він був одружений з Катюшою «Катя» Маддокс.

## Праці
- «Вступ до Кредо Заліза» (1997 р.)
- «Обман, Прокляття та Наслідок» (1999 р.)
- «Бунтівник» (2004 р.)
- Девід Лейн. 88 заповідей [Архівовано 21 січня 2011 у Wayback Machine.] (укр.)
- «Білі повстанці скелястих гір» (2008)